# Andrea Raggi
Andrea Raggi (ur. 24 czerwca 1984 w La Spezia) – włoski piłkarz, który występował na pozycji obrońcy. Najwięcej występów zaliczył dla AS Monaco. W swojej karierze występował również m.in. w takich klubach jak: Bologna FC czy Empoli. Młodzieżowy reprezentant Włoch.

## Kariera klubowa
| Sezon   | Klub                | Kraj    | Rozgrywki | Mecze | Bramki | Rozgrywki Europy   | Mecze | Bramki |
| ------- | ------------------- | ------- | --------- | ----- | ------ | ------------------ | ----- | ------ |
| 2003/04 | Carrarese (wyp.)    | Włochy  | Serie C   | 29    | 1      | –                  | –     | –      |
| 2004/05 | Empoli FC           | Włochy  | Serie B   | 9     | 0      | –                  | –     | –      |
| 2005/06 | Empoli FC           | Włochy  | Serie A   | 25    | 0      | –                  | –     | –      |
| 2006/07 | Empoli FC           | Włochy  | Serie A   | 35    | 1      | –                  | –     | –      |
| 2007/08 | Empoli FC           | Włochy  | Serie A   | 33    | 1      | Liga Europy UEFA   | 1     | 0      |
| 2008/09 | US Palermo          | Włochy  | Serie A   | 2     | 0      | –                  | –     | –      |
| 2008/09 | UC Sampdoria (wyp.) | Włochy  | Serie A   | 13    | 0      | Liga Europy UEFA   | 1     | 0      |
| 2009/10 | Bologna FC (wyp.)   | Włochy  | Serie A   | 31    | 1      | –                  | –     | –      |
| 2010/11 | Bari (wyp.)         | Włochy  | Serie A   | 16    | 0      | –                  | –     | –      |
| 2011/12 | Bologna FC          | Włochy  | Serie A   | 31    | 0      | –                  | –     | –      |
| 2012/13 | AS Monaco           | Francja | Ligue 2   | 34    | 4      | –                  | –     | –      |
| 2013/14 | AS Monaco           | Francja | Ligue 1   | 28    | 1      | –                  | –     | –      |
| 2014/15 | AS Monaco           | Francja | Ligue 1   | 15    | 0      | Liga Mistrzów UEFA | 6     | 0      |

Stan na: 14 grudnia 2014 r.

## Sukcesy

### AS Monaco
- Mistrzostwo Francji: 2016/17

- Uczestnik Ligi Mistrzów: 2014/15, 2016/17, 2017/18, 2018/19
- Uczestnik Ligi Europy: 2015/16

### Empoli FC
- Zwycięzca Serie B: 2004/05[1]